# Mutilus convergens
Mutilus convergens is een mosselkreeftjessoort uit de familie van de Trachyleberididae.